# Distretto di Otyrar
Il distretto di Otyrar (in kazako: Отырар ауданы) è un distretto (audan) del Kazakistan con  capoluogo Šäuìldir.